# Cecidomyia filipes
Cecidomyia filipes är en tvåvingeart som först beskrevs av Walker 1856.  Cecidomyia filipes ingår i släktet Cecidomyia och familjen gallmyggor. Inga underarter finns listade i Catalogue of Life.